# Maison de la presse (Riga)
Pour les articles homonymes, voir Maison de la presse.
La Maison de la presse (en letton : Preses nams) était un bâtiment construit sur l'île de Ķīpsala du district de Kurzeme à Riga en Lettonie.
En 2025, il laisse la place au quartier d'affaires Quartier de la Maison de la Presse (en letton : Preses Nama Kvartāls).

## Construction de la maison de la presse (1973-1978)

### Description
La maison de presse est un bâtiment de 22 étages conçu par l'architecte  Jānis Vilcinņš.
Le bâtiment a été construit entre 1973 et 1978 spécifiquement pour les besoins de l'édition de presse en tant que vaste complexe composé d'une maison d'édition centrale LKP de 22 étages, d'un bâtiment éditorial pour les journaux et magazines et d'une imprimerie de deux étages d'une capacité de 1,5 milliard d'unités d'impression par année.
Au premier étage, dans la partie centrale et au sous-sol, il y a un hall d'entrée spacieux avec un bureau de poste, un bureau d'accueil publicitaire, un kiosque, 2 salles à manger (24h/24 et 7j/7), un café, une cour intérieure avec entrée vers une salle de conférence de 600 places, ainsi qu'une bibliothèque au 20ème étage. L'intérieur est décoré principalement avec de la pierre naturelle, tandis que la salle de conférence est décorée de bois.

### Histoire
En 1977, la construction d'un bâtiment de deux étages a été achevée, qui abritait l'imprimerie de journaux et de magazines de la maison d'édition LKP CK, où était placé le matériel d'impression offset, tandis que le bâtiment de grande hauteur était équipé de courrier pneumatique, ce qui permettait envoyer des textes et des corrections à l'imprimerie depuis n'importe quel étage d'un immeuble de grande hauteur et recevoir des impressions de là pour relecture.
Depuis 1978, le bâtiment abritait les journaux « Cīņa » (en letton, aux 4e et 5e étages) et « Padomju Latvija » (en russe, aux 6e et 7e étages), « Padomju Jaunatne » (aux 10e et 11e étages). ), le journal du soir "Rīgas Balss" (en letton et en russe, situé aux 8e et 9e étages), "Lauku Avīzes", les journaux "Literatūra un Māksla", "Sports", le magazine "Horizont", "Daugava " (littéraire), "Dazis" (satirique), "Ezītis" (pour enfants), "Communiste letton soviétique", "Femme lettone soviétique". 17.-18. au premier étage se trouvaient les bureaux de censure de Glavlits, qui examinaient tous les documents des éditions avant de remettre la mise en page prête à l'impression.
Le Parti communiste de Lettonie a investi environ vingt millions de roubles dans la création de l'imprimerie et la construction de la Maison de la presse. À cette époque, l’édition de journaux et de magazines était l’une des industries les plus rentables. C'est pourquoi, en mai 1990, la commission du Conseil suprême de la République de Lettonie, sous la direction de Jānis Škapars, a proposé de reprendre cette propriété au profit de l'État letton, mais le Conseil des ministres de l'URSS a chargé le Conseil des ministres de la République de Lettonie d'empêcher l'utilisation des entreprises, bâtiments, équipements et autres biens du PCUS en Lettonie par d'autres départements et organisations.
Le ministère de l'Intérieur de l'URSS s'est assuré que les bâtiments, équipements et autres biens du PCUS situés en Lettonie étaient gardés, en premier lieu les bâtiments de la maison d'édition du Comité central du LKP, l'Institut d'histoire du parti et les archives du parti, la Maison de l'éducation politique, le dépôt de bus du Comité central du LKP.

## Transformation en quartier d'affaires (2020-2025)
La Maison de la Presse laissera la place au quartier d'affaires Preses Nama Kvartāls, le quartier central des affaires de Riga. constitué d'un ensemble d'immeubles de bureaux de 10 étages avec des commerces de détail, des services sportifs et médicaux, des espaces de restauration ainsi qu'un terrain de football disponibles sur le toit.
En juin 2017, le bâtiment a été acheté par SIA PN Project à SIA LASCO Investment, une filiale d'AS "Latvijas kuģniecība", gérée par la société immobilière et de capital-investissement lituanienne Lords LB Asset Management,.
En avril 2020, le conseil de construction de la ville de Riga a délivré un permis de construire pour la construction de la première phase du bloc de la maison de la presse, y compris le démantèlement partiel de l'ancienne imprimerie de la maison de la presse. Dans la première étape du développement du projet, il est prévu de construire un centre de bureaux, des locaux commerciaux avec un terrain de football sur le toit du bâtiment inférieur et un hôtel Holiday Inn dans le bâtiment de grande hauteur.
En septembre 2020, les travaux de démolition de l’ancienne imprimerie ont commencé. La construction conçue par le bureau d'architectes "Arhis Arhitekti" et le cabinet danois Arrow Architects pour un coût de 76,8 millions d'euros est réalisée par la société "UPB".
Les lots seront livrés de 2023 à 2025.
Le quartier Preses Nama Kvartāls occupera une superficie de 5.8 ha, dont le centre daffaires de 26 000 m2, des espaces commerciaux de 7 500 m2, 1000 places de stationnement, 305 chambres dans l’hôtel Holiday Inn.

## Galerie

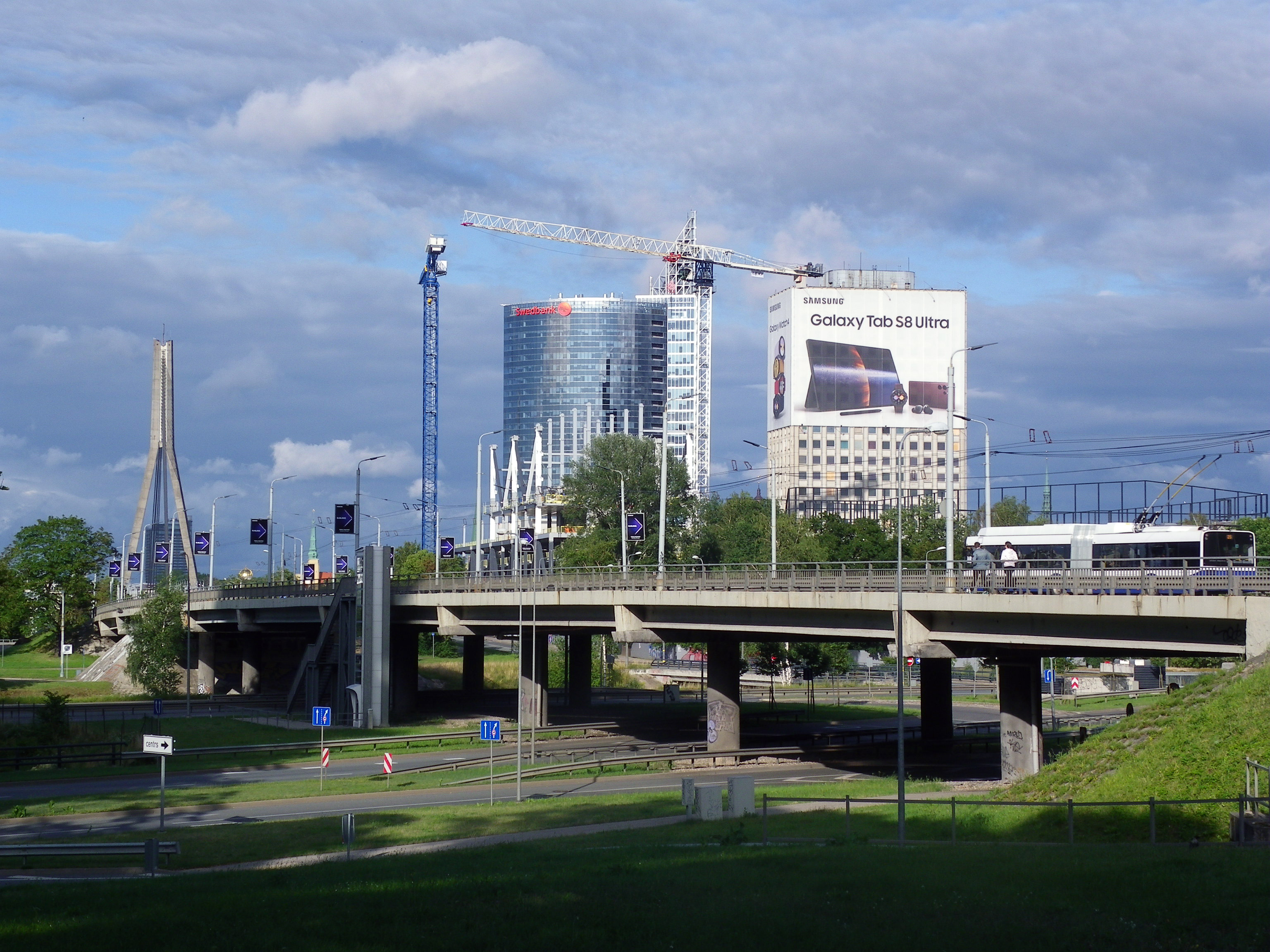
Le quartier en 2022.
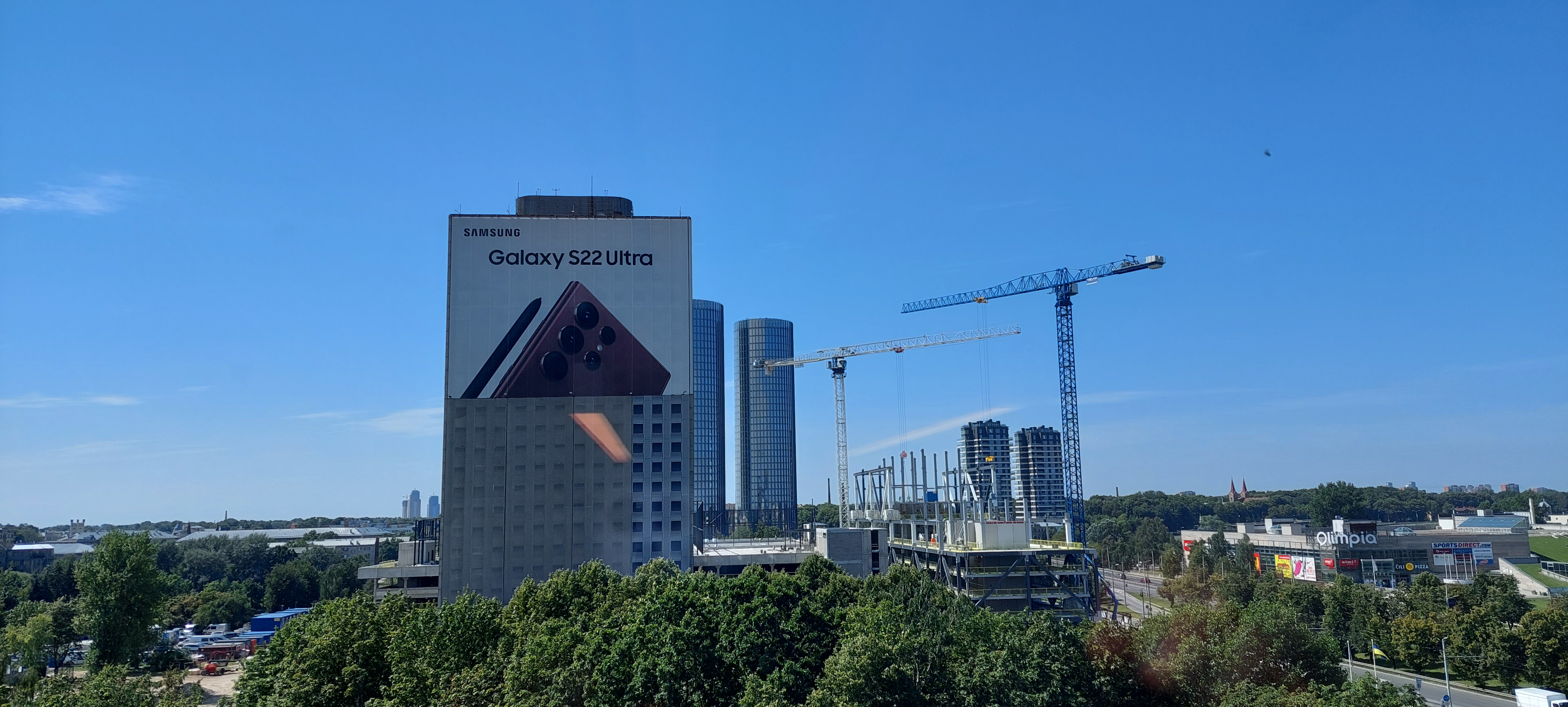
Le quartier en 2022.
Le quartier vu de l'académie des sciences.